# Ludwig Rullmann
Ludwig Rullmann, né à Brême en 1765 et mort à Paris le 8 avril 1823,, est un peintre, graveur et lithographe allemand.

## Biographie
Il est élevé à Brême où son père est cordonnier. Vers 1780, il peint son premier autoportrait.
Après un passage par Dresde (1788), il devient professeur de dessin à Brême et compose de nombreux portraits.
Vers 1805, après la mort de sa femme Elise, il s'installe à Paris et travaille dans l'atelier de Jacques-Louis David. Il produit alors de nombreuses lithographies d'acteurs et d’actrices dans le Courrier des spectacles. Lors de l'Affaire Fualdès (1817-1818), il réalisa des dessins sur ce sujet, qui a alors un très grand retentissement.
Une grande partie de ses œuvres est conservée à Brême, Kunstalle.
Il expose aux Salons parisiens de 1808 et 1822.
- 1808, no 541, Portrait de femme, dessin.
- 1822, no 1148, Deux enfans, peinture[3].

Sainte-Geneviève. Témoignage de l’activité de Rullmann à Paris, curieuse image de la patronne de Paris en déshabillé nonchalant.
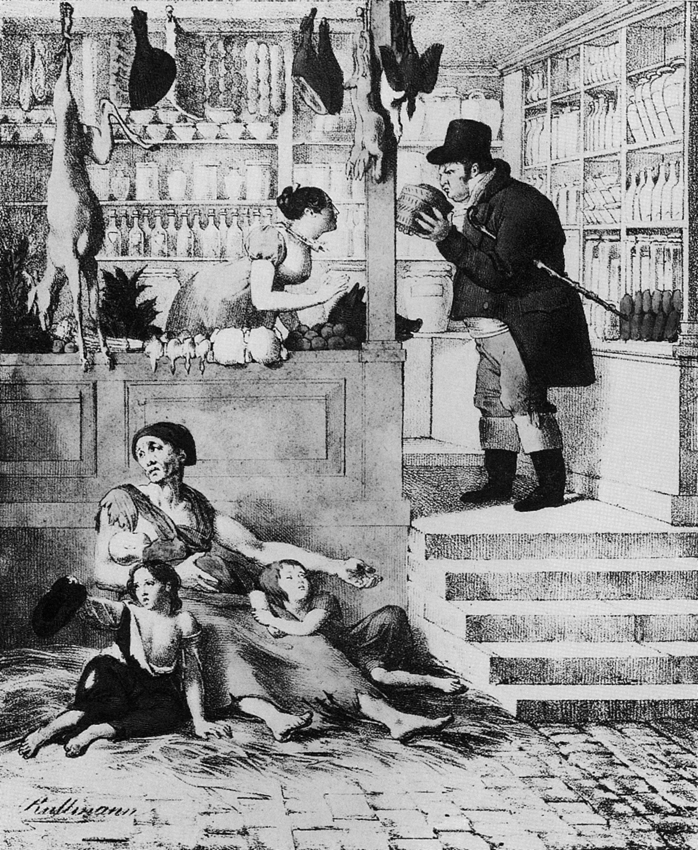
Les Contrastes, lithographie (1820).